# Athénopolis
Athénopolis (en grec: Αθήνοπόλις) était un emporion fondé par les Massaliotes phocéens. Il était situé en mer Méditerranée, sur les côtes de l’actuelle France. Il n’en reste plus de trace. Ce comptoir est habituellement localisé dans l’actuel golfe de Saint-Tropez.

## Étymologie
Le nom d’Athénopolis est formé avec le préfixe Αθήνο-, dérivé de Αθήνα, de la déesse grecque Athéna, et du préfixe -πόλις signifiant "ville". Le comptoir est dédié à la déesse de la sagesse, de la stratégie militaire, des artisans, des artistes et des maîtres d’école.

## Histoire

### Fondation

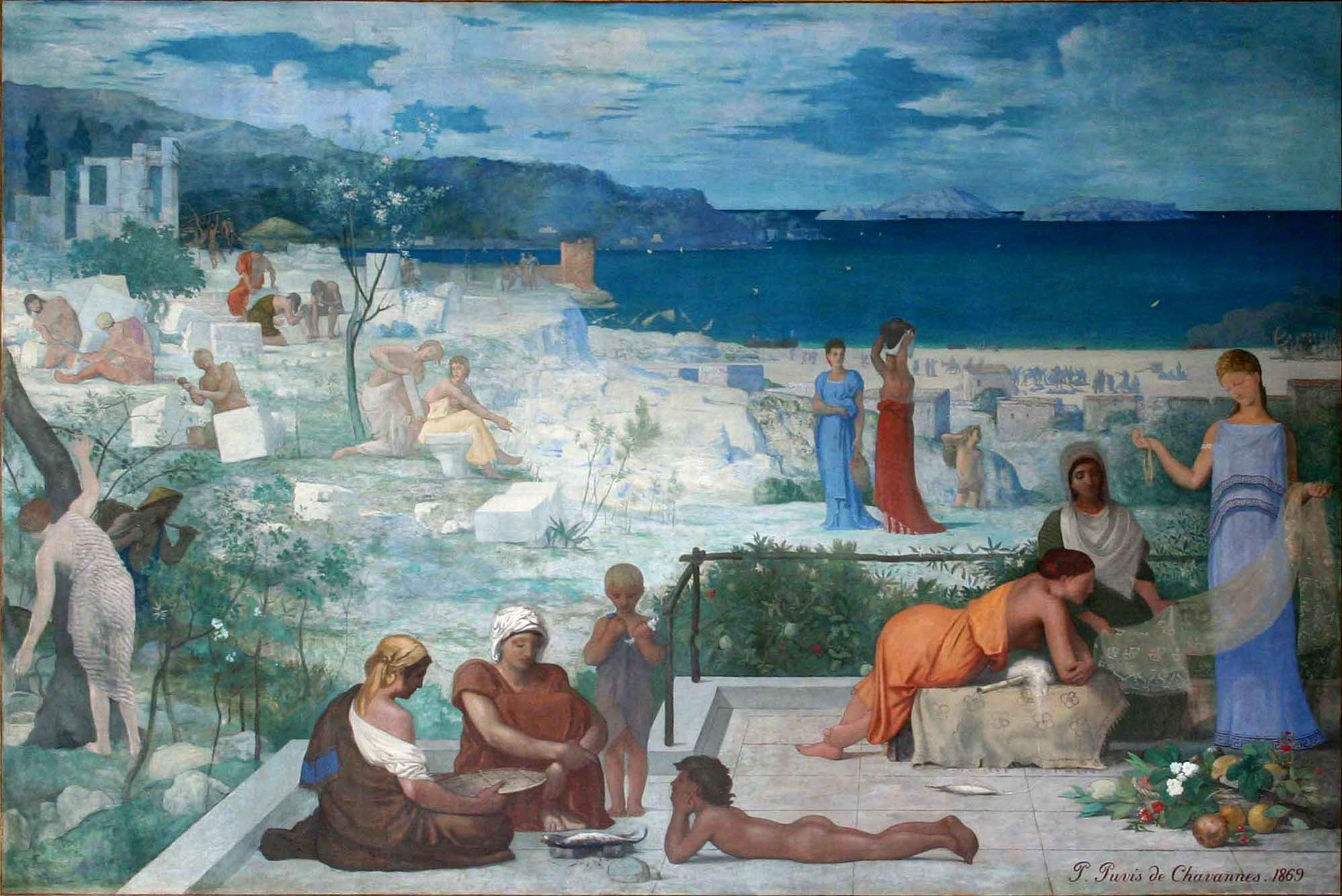
Pierre Puvis de Chavannes, Marseille colonie grecque (1869), musée des beaux-arts de Marseille.

Vers 600 av. J.-C., des colons grecs venus de Phocée, colonie grecque d’Asie mineure elle-même issue des Athéniens et des Phocidiens, fonde Massilia, l’actuelle Marseille. Le succès de Massilia et la nécessité de développer les axes de commerces poussent ses habitants à créer des comptoirs sur le pourtour méditerranéen, des Pyrénées à l’Italie, entre 440 et 300 avant notre ère principalement.
Athénopolis, comme tous les comptoirs massaliotes, est fondée sur la côte. Elle est connue par plusieurs auteurs antiques : Pomponius Mela, dans sa Description de la Terre, Pline l’Ancien, dans son Histoire naturelle, par Varron, dans De Lingua Latina, et Étienne de Byzance.
La date de sa fondation est inconnue. Selon les auteurs, Athénopolis fait partie des colonies massiliotes formées très tôt. Selon d’autres au contraire (Jean-Pierre Papon), elle fut fondée après l’expédition en Provence de Caius Sextius Calvinus, à partir de 123 av. J.-C.,,. Une hypothèse proche évoque une fondation après la pacification des lieux par Quintus Fabius Maximus Allobrogicus lors de son consulat avec Lucius Opimius quelques années plus tard La défaite des Oxybiens, l’un des peuples ligures de la région, conduit à la fois à l’intervention de Rome et à l’extension de son influence, ainsi qu’à l’augmentation du territoire de Massilia.
L’absence de mention antérieure d’Athénopolis, comme d’Olbia, contrairement à d’autres comptoirs installés par les Massaliotes, s’expliquerait ainsi. Pour Germondy, c’est parce qu’elles n’étaient pas importantes.

### Maintien tardif de la souveraineté massaliote
Au temps où Pline l’Ancien écrit, vers la fin du Ier siècle de notre ère, Athénopolis est toujours sous la domination de Massilia, malgré les incursions romaines et la conquête de la Gaule par les Romains,.

### Disparition
Comme une partie des comptoirs fondés par les Massiliotes, Athénopolis a totalement disparu.
Le comte de Valori attribue la disparition d’Athénopolis à l’irruption des Sarrasins dans la région.

## Traces archéologiques
Aucun objet archéologique n’a été rattaché directement à l’existence d’Athénopolis.
Albert Germondy évoque un trépied sacrificiel en bronze qui a été trouvé à Saint-Tropez, dans le quartier du Pilon. L’explorateur Philippe Diolé a découvert des colonnes de marbre au large de Saint-Tropez ; leur présence ne paraît être dû qu’à un naufrage et elles semblent avoir été destinées à une autre cité.

### Monnaie
Eugène Hucher a émis l’hypothèse de pièces de monnaie émises à Athénopolis.

## Débats sur l’emplacement

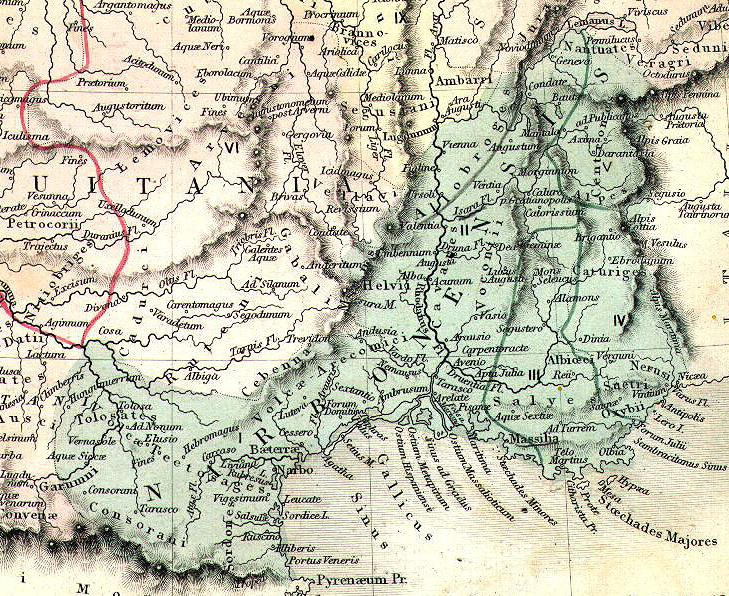
La Gaule narbonnaise (A.H. Dufour, La Gaule sous l’Empire romain, 1846).

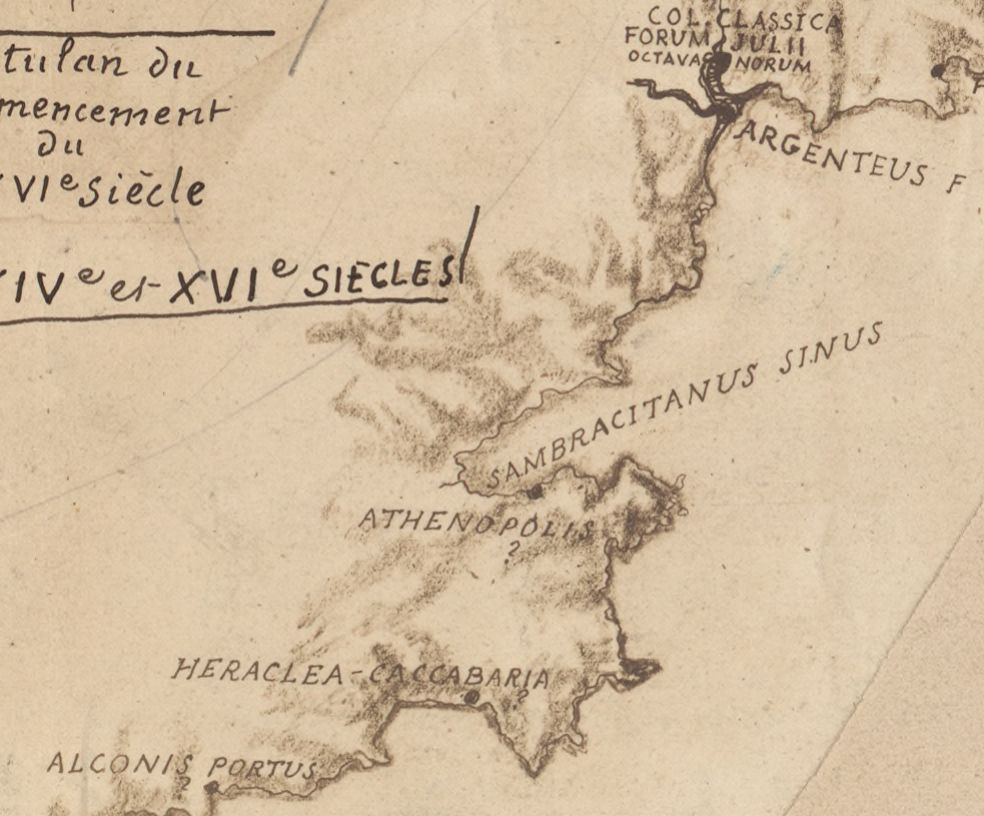
Localisation d’Athénopolis sur la Carte comparée des côtes de la Méditerranée. Gaule narbonnaise romaine par Ernest Desjardins (détail)

En 2019, la thèse la plus répandue concernant l’implantation d’Athénopolis est le fond du golfe de Saint-Tropez en se fondant sur les mentions antiques de Pomponius Mela, qui place le comptoir entre Forum Iulii (Fréjus) et Olbia (Hyères) et Pline l’Ancien qui, réalisant l’inventaire dans le sens inverse, place Athénopolis entre Olbia et Forum Iulii.
Les auteurs ont placé Athénopolis en différents lieux :

### Golfe de Saint-Tropez
- Près de Saint-Tropez : Eugène Hucher[17], Prosper Castanier[18] ;
- baie de Saint-Tropez (Gustave Bloch)[19] ;
- golfe de Saint-Tropez : Otto Hirschfeld[20], Albert Uderzo[21] ;
- Gassin : Ernest Desjardins[22], Paul Masson[23] ;
- Grimaud (Honoré Bouche)[24],[25],[26], Laurence Echard[27], Claude-Marie Gattel[28], autre[29], Juan La Serna[30], Buonaccorso Pitti[31],[32] Johann Georg Theodor Grässe[33], Félix Giradin[34] ;
- Saint-Tropez, dans le secteur de l’actuelle chapelle Sainte-Anne[35], Saint-Tropez, au niveau du cap d’Helbé [?][4]. Pour Albert Germondy, Heraclea Caccabria a succédé à Athénopolis et doit être situé à Saint-Tropez[15]. Walckenaer[36], l’ouvrage d’une commission gouvernementale, la Géographie des Gaules[1]. Avec "point d’interrogation", une commission instituée au ministère de l’Instruction publique et des Beaux-Arts en 1875 place Athénopolis à Saint-Tropez[1]. Maurice Vitrac[37]; Françoise Cachin[38], Ernst Eckstein et Clara Bell[39], l'université Johns Hopkins[40] ;
- Plusieurs auteurs pensent que la disparition du nom Athénopolis est dû à son remplacement par une colonie romaine, Heraclea Caccabria : Charles Lentéric, qui propose comme emplacement "dans une des criques de la chaîne des Maures" sans identification avec une ville moderne[41].

### Plusieurs autres sites évoqués
Ces hypothèses font toutes l’objet de réfutation par de nombreux auteurs, principalement en se fondant sur le positionnement adopté par les deux auteurs antiques par lesquels Athénopolis est connue.
- Agay (Jean-Baptise d’Anville, Jean-Pierre Papon (qui fournit pourtant une carte avec Athénopolis au cap de la Nartèle[10])[42],[43],[44],[7]. Henry Charles Thierry de Ville d’Avray[45], Paul Couissin[46]. C’est impossible pour de nombreux auteurs, comme Ernest Desjardins et Auguste Longnon[47] ;
- baie de La Napoule[48] (Solery, Papyre Masson, Nostradamus, Peirese, Ménard)[49],[26], Jean-Joseph-Léandre Bargès[50]. Ce positionnement est réfuté par de nombreux auteurs[51] ;
- Entre Agay et La Napoule, à la caranque d’Antéa (Étienne Garcin)[52] ;
- Antibes : Baudrand[53], Edmund Bohund[54], Jacques Rollin, Cl. J.B. Bauche, Charles-Antoine Jombert qui hésitent avec Marseille[55] ;
- Elle a pu être confondue avec Olbia (Hyères) (Antoine du Pinet, Robertus Stephanus)[49],[26],[56], Filippo Ferrari[57] ;
- Toulon (père Hardouin, Baudet)[10],[58] ;
- Entre Toulon et Hyères : père Monet[26] ;
- Riez : Cénalis[59],[26],[53] ;
- Marseille (André Du Chesne, François-Thomas-Marie de Baculard d’Arnaud, Jean Boudot)[59],[60],[61],[62], Frédéric Maîtrejean[63]Jacques Rollin, Cl. J.B. Bauche, Charles-Antoine Jombert qui hésitent avec Antibes[55], Gabriel-François Coyer[64],[65]. De nombreux auteurs ont réfuté cette possibilité confusion créée par l’utilisation par les auteurs antiques pour Marseille a du nom de « Seconde Athènes ».

D’autres auteurs sont restés sans avis, comme Jean-Charles Laveaux, Gustave Charles Ferdinand de Bonstetten, Jacques Martin, qui évoque seulement une "colonie" en Provence, Marie-Nicolas Bouillet, Louis Moréri, François Joseph Michel Noë.

### Confusion avec d’autres lieux
Antoine-Augustin Bruzen de La Martinière évoque avec d’autres la possible confusion de l’Athènes ligure, la "Nouvelle Athènes", évoquée par Étienne le Géographe (Étienne de Byzance ou Stéphane de Byzance).
Une autre thèse existe, voulant que la cité romaine d’Héracléa Caccabaria ait succédé à Athénopolis. Plusieurs villas romaines rattachées à Héracléa Caccabaria ont été découvertes dans le golfe de Saint-Tropez et cette cité est généralement assimilée à Cavalaire-sur-Mer.

## Description
Pour certains auteurs, l’absence de son nom dans certains textes majeurs prouve qu’il s’agit d’un petit comptoir. Pour d’autres, l’explication est une fondation plus tardive et ne préjuge pas de son importance. A contrario, l’absence de vestiges importants valide la thèse d’un établissement de faible importance.

## Culte
Selon Strabon, « dès lors dans les villes, colonies de Massilia, on rendit partout les premiers honneurs à la même déesse, et pour la disposition de la statue comme pour les autres usages sacrés, on se fit une loi d’observer les mêmes rites que dans la métropole ». La déesse de la chasse Artémis a dû être spécialement honoré à Athénopolis.

## Dans la culture populaire
Athénopolis est citée dans un poème d’Alexandre Soumet, Les Souvenirs de l’ancienne France. Fragment chanté dans un tournoi devant la cour de Charles VII ou Fragment pour d’un poème pour Jeanne d’Arc :

« Mais voilà que des Grecs la douce colonie
Vient conquérir la Gaule aux dieux de l'Ionie
Et jeter sur nos bords, de son luxe embellis,
Marseille, Theliné, Nice, Athénopolis. »

Dans son roman Athéna Aphrodite, Joseph Olivier fait de son héros Pierre Labalancelle est « fils d’Athénopolis ».
Jean Kerouan, dans son ouvrage Ivan Cœurjoie, évoque Athénoplis.
L’archéologue Charles Waldstein, dans l’un des histoires de son livre romanesque The Surface of Things créé une Athénopolis.
Toni Howard, dans son roman The gypsy, the witch, Pépé, Farinacci and me (Le Gitan, la sorcière, Pépé, Farinacci et moi) évoque Athénopolis, construite sur le site d’une colonie ionienne et auquel a succédé un oppidum romain.
Albert Uderzo évoque Athénopolis dans l’album réalisé pour les 50 ans des aventures d’Astérix et Obélix, L’Anniversaire d’Astérix et Obélix - Le Livre d’or paru en 2009. Utilisant la proximité géographique, il transpose les caractères touristiques du Saint-Tropez de la seconde moitié du XXe siècle dans une Athénopolis devenue station de villégiature. Les gens de l’ancien monde, les personnalités parisiennes et les « beatnix », allusion transparente aux beatniks, s’y pressent, aux côtés d’une foule nombreuse venue profiter des plages.

### Postérité
Lors de la Révolution, les habitants de Grimaud auraient rebaptisé la commune Athénopolis. Il n’existe aucune trace d’aucune action de cette sorte et les historiens contemporains ont rejeté cette possibilité.
Il existe à Grimaud un hôtel*** portant le nom d’Athénopolis.

#### Sources antiques
- Pomponius Mela, Description de la Terre[2]
- Pline l’Ancien, Histoire naturelle[3]
- Varron De Lingua Latina, livre VIII, 35[77],[1]
- Étienne de Byzance[4].

#### Époque moderne
Honoré Bouché, La chorographie ou description de Provence et l'histoire chronologique du mesme pays, 1664

#### XIXesiècle
- Albert Germondy, Géographie gallo-romaine. Cantons de Saint-Tropez et de Grimaud. Simples notes, br. in-8°.

#### XXesiècle
- (en) The Ancient World, Ares Publishers, 1978 (lire en ligne)
- Fernand Jena Ben, Le Pays de Saint-Tropez ..., le Roudelet Felibren dóu Pichoun-Bousquet, 1969 (lire en ligne)
- Antoinette Demuth, Les Grandes heures du Comté de Provence et le chāteau de Grimaud : 972-1482, Éd. Édisud, 2000, 223 p. (ISBN 978-2-7449-0131-7, lire en ligne)
- Françoise Cachin, Saint-Tropez : peninsula, Maures Mountains, Alpina, 1985 (lire en ligne)

« and Monaco. Saint-Tropez was then the port of Athenopolis. Ancient inscriptions bear witness to its new »

#### XXIesiècle
- A.-J. Domínguez, « Spain and France (including Corsica) », in M.-H. Hansen et T.-H. Nielsen (éd.), An Inventory of Archaic and Classical Poleis ; An Investigation Conducted by The Copenhagen Polis Centre for the Danish National Research Foundation, Oxford University Press, Oxford, 2005, pp.174-188.
- Jacques Gautier, « les Marbres », sur Fabre Archéo, 2015 (consulté le 26 mai 2019)

### Cartographie
- Ernest (1823-1886) Auteur du texte Desjardins, « Carte comparée des côtes de la Méditerranée. Gaule narbonnaise romaine / dressée et dessinée par Ernest Desjardins », sur Gallica, 18.. (consulté le 26 mai 2019)
- George Butler, The public schools atlas of ancient geography in 28 maps : on the plan of 'The public schools atlas of modern geography', London : Longmans, Green, 1905 (lire en ligne)
- (en) HEINRICH KIEPERT, Atlas Antiquus Twelve Maps Of The Ancient World For Schools And Colleges, 1876 (lire en ligne)
- Paul Couissin, A. Donnadieu, Paul Goby, Adrien Blanchet (dir.) et Comte Henry de Gerin-Ricard, Forma orbis romani : carte archéologique de la Gaule romaine dressée sous la direction de M. Adrien Blanchet, Fascicule II : carte (partie orientale) et texte complet du département du Var, Paris, Ernest Leroux, 1932, XVI + 78